# Ifom Omima
Ifom Omima (em iorubá: Ifọn Omima) é uma cidade da Nigéria situada no estado de Ondó. É citada desde ao menos os séculos XIV e XVI e possui monarquia tradicional centrada na figura do olufom. O atual olufom é Israel Adegoqué Adeusi.